# مقاطعة مكدونا (إلينوي)
مقاطعة مكدونا (بالإنجليزية: McDonough County)‏ هي إحدى المقاطعات في ولاية إلينوي في الولايات المتحدة الأمريكية.